# Jonathan Judge
Jonathan Judge é um diretor e produtor americano.
Ele já dirigiu vários programas infantis como:As Pistas de Blue, LazyTown, Ned's Declassified School Survival Guide, Big Time Rush, The Naked Brothers Band, Imagination Movers, The Fresh Beat Band e Zeke and Luther. Ele também já recebeu muitos créditos em outros  programas infantis, incluindo o episódio piloto da série do Comedy Central, Tosh.0 e no Current TV na série, Bar Karma.Antes de trabalhar na televisão, dirigiu dois curtas-metragens Bitch in the Kitchen (1998) e Real Jokes (1999)
Como produtor , ele trabalhou na série da Nickelodeon, 'U-Pick Live , no 2009 Kids' Choice Awards e no 2010 Kids' Choice Awards.